# Тютюневи складове на Анго Попов
Тютюневите складове на Анго Попов (на гръцки: Καπναποθήκες Άγκο Ποπώφ) са две индустриални сгради близнаци в град Кукуш (Килкис), Гърция, обявени за паметник на културата.
Сградите са разположени на улица „Елевтериос Венизелос“ и улица „Улоф Палме“. Построени са за тютюневи складове около 1900 година от видния български търговец и революционер, кмет на Кукуш, Анго Попов. Вероятно архитектите са французи и сградите са типичен пример за повлияна от Запада османска архитектура – имат западноевропейски архитектурни елементи и морфология като фронтони, симетрия и т.н.
Сградите оцеляват при пожара, приченен от гръцката армия по време на Междусъюзническата война в 1913 година. След като градът попада в Гърция след войната, в складовете временно са настанени гъркоманите бежанци от останалата в България Струмица. По-късно сградата се използва от гръцката армия. През 20-те години на века временно отново са използвани за временен подслон на новата вълна гърци бежанци от Турция. След 1922 година тук е настанен Тринадесети пехотен полк. По времето на Гражданската война са използвани за затвор. След войната се използва от Шеста дивизия.
В 1997 година сградите, собственост на Националния отбранителен фонд, са обявени за паметник на културата, като „важни примери за специална архитектура със забележителни морфологични особености, свидетелство за икономическия живот на града в края на миналия век“.